# Pamela Domselaar
Pamela Domselaar (Dirksland, 8 juli 1982) is een Nederlandse volleyballer.
Domselaar is passer/loper en komt sinds 2007 uit voor het eerste damesteam van Sliedrecht Sport. Met dit team veroverde zij in 2012 zowel de landstitel als de nationale beker en in 2013 wederom de landstitel.
Domselaar werd in 2006 Europees Studentenkampioen Volleybal, na in 2005 brons te hebben gewonnen. Op 6 februari 2013 werd zij gekozen tot Papendrechtse sportvrouw van het jaar 2012.
Domselaar kwam eerder uit voor
| club               | land | periode   |
| ------------------ | ---- | --------- |
| Intermezzo         | NED  | 1988-1998 |
| Rijnmond Volleybal | NED  | 1998-2000 |
| Mikro-Electro      | NED  | 2000-2001 |
| Bonduelle VVC      | NED  | 2001-2004 |
| Rijnmond Volleybal | NED  | 2004-2006 |
| Stam/Sovoco        | NED  | 2006-2007 |